# 長沙灣站
長沙灣站（英語：Cheung Sha Wan Station）是一個位於香港九龍深水埗區長沙灣長沙灣道長沙灣遊樂場旁，屬於港鐵荃灣綫的鐵路車站，於1982年5月17日啟用，承建商是西松建設株式會社。

## 站體設計

### 樓層
| U1                | 平台 | 元州邨平台花園（升降機出入口）                                                                                            |   |  |
| G                 | 地面 | 出入口 |   |  |
| L1                | 大堂 | 客務中心、商店、自助服務、免費Wi-Fi熱點                                                                                   |   |  |
| L2                | 月台 | \| \| \| 荃灣綫往中環（深水埗） \| 2 \| \| \| 島式 · 開右邊车门 \| \| \| \| \| \| \| 1 \| 荃灣綫往荃灣（茘枝角） \| \| \| |   |  |
|                   |      | 荃灣綫往中環（深水埗） | 2 |  |
| 島式 · 開右邊车门 |      | |   |  |
|                   | 1    | 荃灣綫往荃灣（茘枝角） |   |  |

### 大堂
長沙灣站大堂內設有不同類型的車站商店、自助服務設施、香港郵政郵箱以及港鐵「會員服務站」等。

大堂全景圖（2017年9月）

- 車站大堂（2022年5月）

### 月台
長沙灣站設有一座島式月台，兩個月台均已裝設月台幕門。
- 1、2號月台（2022年5月）

### 鐵路輔助設施
長沙灣站除一般車站設施外，亦設有牽引變電站及中央製冷系統各一座，分別位於車站A1出口地面及B出口附近地底。當中，製冷廠通過三條水管，自大角咀海帆道的抽水站取用海水作冷卻。
- 位於車站A1出口側的牽引變電站
- 為長沙灣中央製冷廠提供海水的「大角咀海水泵房」

### 出入口
|                                          |                        | |      |
| 編號                                     | 指示                   | 建議前往的目的地 | 圖片 |
| 出口 · A · 1 · 盲道标志                  | 東京街                 | 麗閣邨／商場、怡閣苑、麗閣社區會堂、怡靖苑、長沙灣天主教小學、香港青年獎勵計劃總部、學友社學生輔導中心、香港基督教女青年會人才發展中心、長沙灣政府合署、深水埗公園、深水埗公園游泳池、富昌邨、庫務大樓、西九龍法院大樓、西九龍調解中心、英華書院／小學 |      |
| 出口 · A · 2 · 盲道标志 · 轮椅辅助车标志 | 東京街                 | 樂年花園、福榮街官立小學、中華基督教會協和小學（長沙灣）、中聖書院、綠在長沙灣、扶康會總辦事處、學基浸信會、喜雅、九龍工業學校、天悅廣場、東京街、香港扶幼會許仲繩紀念學校、西岸國際大廈、THE CAMPTON |      |
| 出口 · A · 3 · 盲道标志                  | 東京街                 | 長沙灣道、青山道、李鄭屋漢墓博物館、李鄭屋遊樂場、李鄭屋游泳池、李鄭屋官立小學、東京街、家福會深水埗（西）綜合家庭服務中心、香港基督教青年會長沙灣中心、長沙灣邨、悅雅、映築、睿峰、聖公會基愛學校、佛教慈恩學校 |      |
| 出口 · 盲道标志 · 升降机标志             | 長沙灣道（G層）        | 長沙灣道（G層） |      |
| 出口 · 盲道标志 · 升降机标志             | 元州邨平台花園（U1層） | |      |
| 出口 · B                                 | 幸福邨                 | 發祥街、貿易廣場、旅港開平商會學校、以馬內利浸信會、實務技能培訓及評估中心、民協職業訓練中心、區樹洪社會服務大樓、深水埗運動場、聖公會基福小學、聖公會聖紀文小學、聖瑪加利男女英文中小學、德貞女子中學、田氏企業中心、麗翠苑、蔬果統營處、浸信會愛羣社會服務處、長沙灣遊樂場、家禽批發市場、幸福邨、幸俊苑、星匯居、香港專業教育學院黃克競分校、水務署九龍西區大樓 |      |
| 出口 · C · 1 · 盲道标志                  | 永隆街                 | 長沙灣賽馬會診所、長沙灣社區中心、培訓及就業資源中心、天主教善導小學、李鄭屋邨、寶熙苑、寶麗苑、保安道市政大廈、保安道遊樂場、深中樂Teen會、崇正中學、永隆街、新會商會港青基信學校 |      |
| 出口 · C · 2 · 盲道标志                  | 永隆街                 | 豐盛居、長沙灣道、長沙灣體育館、扶康會長沙灣成人訓練中心、明愛醫院、綠在長沙灣、喜盈、喜韻、曉悅、光昌街、昌華街、興華街、香港科技專上書院、肇如大廈、聖老楞佐堂、蘇屋邨、元州邨／商場、職業訓練局青年學院、五邑工商總會學校、佛教大雄中學、長沙灣天主教英文中學、港青耀信發展學習中心                                                                             |      |
| 註： 設有 \| 設有 \| 設有輪椅輔助車      |                        | |      |

### 車站藝術
|  | 《茶壺、碗、杯及匙》 | 里子（香港） | 車站A、C出口通道 | 2002年12月 |
|  | 《茶壺、碗、杯及匙》 | 里子（香港） | 車站A、C出口通道 | 2002年12月 |

## 利用狀況
長沙灣站主要服務周邊鄰近多個住宅區及學校，因此使用該站的客流量流都是居住於鄰近住宅區的居民、中小學學生或於鄰近辦公室上班的市民。除了平日繁忙時間外，利用該站出入閘的客流量僅屬一般。

## 歷史

地底集體運輸系統路綫圖1967年建議方案。圖中「蘇屋」即今之長沙灣站

### 命名
長沙灣站位於九龍深水埗以北至美孚新邨以南一帶的一片於19世紀末填海土地上的南面，該處原為一長長的沙灘及海邊，故此地名為長沙灣。而車站於規劃初期被稱為蘇屋站。
由於長沙灣地區發展前本為一處長形海灣，因此幅距甚大，區內有不少建築物以深水埗或長沙灣命名，如長沙灣道、長沙灣廣場、深水埗運動場、長沙灣政府合署等，有些並不接近長沙灣站。亦因此有不少市民誤以為建築物名稱有「長沙灣」即等如在長沙灣站下車。故此，港鐵公司在長沙灣站內貼出告示，提示乘客如要到長沙灣廣場應在茘枝角站下車；而前往長沙灣政府合署的乘客應在深水埗站下車。

### 加建地面升降機
長沙灣站自啟用以來一直沒有連接地面的升降機，為提高車站可達度，港鐵公司首次與房屋署合作，於2011年5月開始在前長沙灣工廠大廈範圍（現元州邨元謙樓）建造兩部連接車站大堂、地面及平台的升降機，升降機已於2012年4月26日投入服務，成為「用心聽‧用心做」計劃下首部落成啟用的升降機，也是首個與香港公共房屋租住住宅大廈融合的港鐵站出入口。

### 更換升降機
連接大堂及月台升降機曾於2017年9月16日起暫停使用，以更換為較新型號，並已於2018年6月末重投服務。

## 事件

### 反修例示威者破壞
- 2019年10月6日，有反修例示威者破壞長沙灣站出入口的港鐵標誌，並向站內投擲汽油彈[18]。同月20日，更有反修例示威者闖入長沙灣站大堂破壞車站設施，包括出入閘機及出入口玻璃，並擅自在大堂內開消防喉射水，車站被迫關閉[19]。

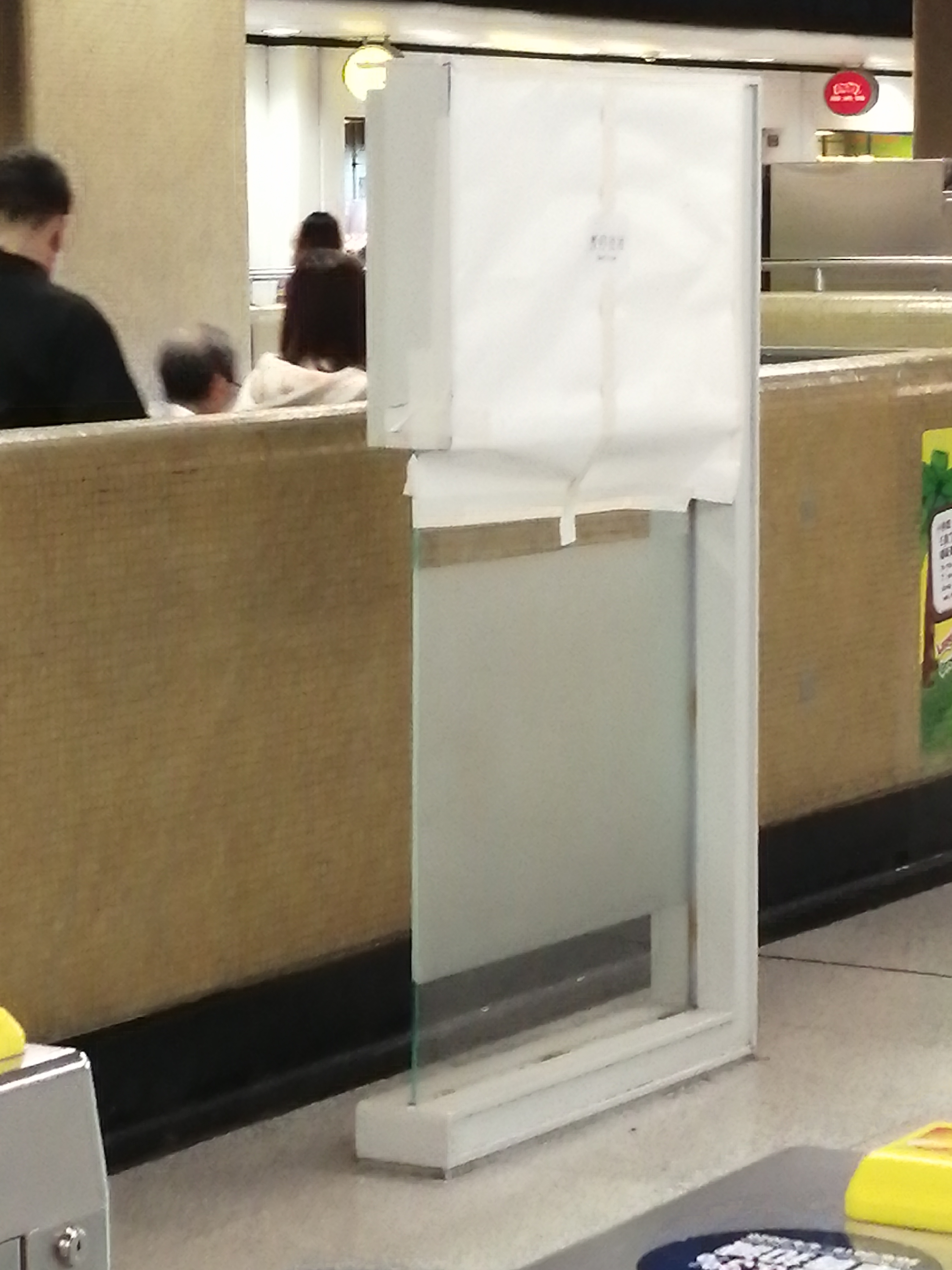
長沙灣站遭到反修例示威者破壞的顯示屏
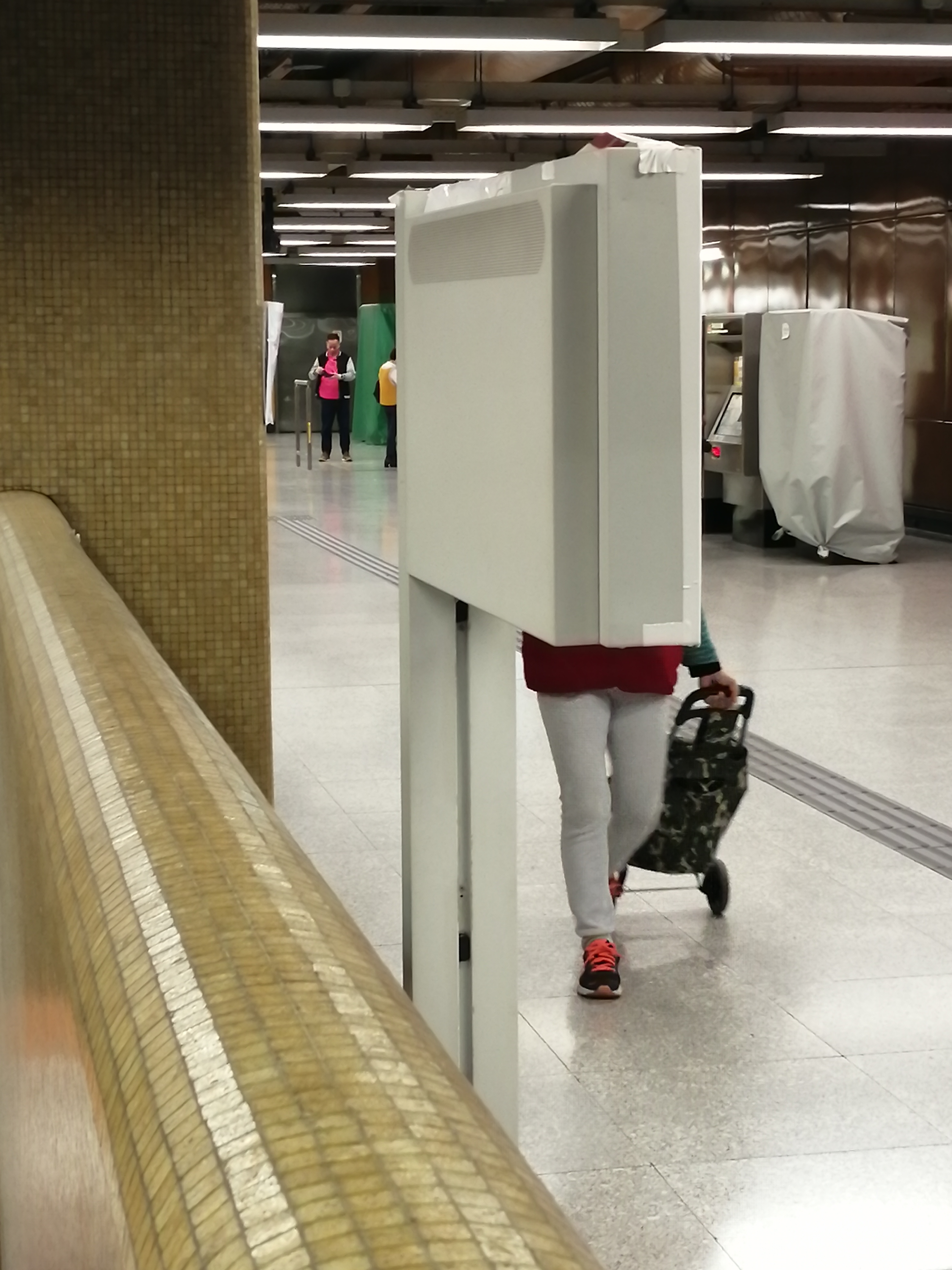
長沙灣站遭到反修例示威者破壞的售票機

### 車站高溫問題
2022年7月，有乘客表示長沙灣站內環境十分侷促及空調不足，其後港鐵亦因收到乘客的反映而在站內通道加設吹風機。

## 外部連結
- 港鐵公司－長沙灣站街道圖 （页面存档备份，存于）
- 港鐵公司－長沙灣站位置圖 （页面存档备份，存于）
- 港鐵公司－長沙灣站列車服務時間 （页面存档备份，存于）